# Sezonul de Formula 1 din 1971
Sezonul de Formula 1 din 1971 a fost cel de-al 25-lea sezon al curselor auto de Formula 1 FIA. A inclus cea de-a 22-a ediție a Campionatului Mondial al Piloților și a 14-a ediție a Cupei Internaționale pentru Constructorii de F1. Sezonul a fost disputat pe parcursul a unsprezece curse, începând cu Marele Premiu al Africii de Sud pe 6 martie și terminându-se cu Marele Premiu al Statelor Unite pe 3 octombrie. În 1971 s-au desfășurat și opt curse care nu au făcut parte din campionat ce erau deschise atât mașinilor de Formula 1, cât și celor de Formula 5000. Campionatul la Piloți a fost câștigat de Jackie Stewart, conducând un Tyrrell-Ford, ea fiind, de asemenea, câștigătoarea titlului la constructori.
După moartea campionului mondial din anul precedent, Jochen Rindt, Lotus a avut un sezon dezordonat, cu piloți tineri și fără experiență, precum Emerson Fittipaldi, la volanul mașinilor lor. Echipa a petrecut mult timp experimentând cu o mașină alimentată cu turbină cu gaze și cu tracțiune integrală. Folosind propriul șasiu puternic inspirat de la Matra MS80, dar cu rezervoare de combustibil convenționale, Tyrrell și Jackie Stewart au câștigat cu ușurință ambele titluri în 1971. Din cele unsprezece curse ale Campionatului Mondial, Mario Andretti, Jacky Ickx, Jo Siffert, Peter Gethin și François Cevert au câștigat câte o cursă fiecare, în timp ce Stewart a câștigat celelalte șase curse.
Jo Siffert și Pedro Rodríguez, care au avut o rivalitate intensă în echipa de mașini sport de anduranță Porsche a lui John Wyer, sponsorizată de Gulf, și-au pierdut amândoi viața la volanul mașinilor de curse în 1971. Rodriguez a murit în timp ce conducea o mașină sport Ferrari 512 la o cursă Interserie pe Norisring, Germania, în iulie, în timp ce Siffert a murit într-un accident violent în care mașina sa a luat foc, în timpul evenimentului de Formula 1, World Championship Victory Race de la Brands Hatch, în octombrie.
Lupta dintre mașinile cu 12 cilindri (Ferrari cu motorul lor Flat-12 boxer, BRM și (într-o măsură mai mică) Matra cu motoarele lor V12) împotriva mașinilor mai ușoare cu motor V8 Ford Cosworth DFV s-a dovedit a fi tema principală pe tot parcursul acestui sezon. Dunlop, unul dintre producătorii care furnizează anvelope echipelor de F1, s-a retras din Formula 1 la finalul sezonului precedent și i-a lăsat pe giganții americani Goodyear și Firestone drept singurii furnizori pentru acest sezon.
Acesta a fost primul sezon în care cel puțin 22 de mașini au început fiecare cursă de campionat, cu excepția Marelui Premiu al Principatului Monaco, unde au început 18 mașini. Distanța maximă de cursă pentru cursele de Mare Premiu din Campionatul Mondial a fost redusă de la 400 km la 325 km.

## Piloții și echipele înscrise în campionat
Următorii piloți și constructori au participat în Campionatul Mondial al Piloților din 1971 și în Cupa Internațională a Constructorilor de F1 din 1971.
| Imagine       | Concurent                                                                   | Constructor | Motor                                     | Șasiu       | Pneu | Piloți               | Piloți          |
| ------------- | --------------------------------------------------------------------------- | ----------- | ----------------------------------------- | ----------- | ---- | -------------------- | --------------- |
| Imagine       | Concurent                                                                   | Constructor | Motor                                     | Șasiu       | Pneu | Numele pilotului     | Etape           |
|               | Jolly Club of Switzerland                                                   | Bellasi     | Ford Cosworth DFV 3,0 V8                  | F1 70       | G    | Silvio Moser         | 9               |
| Brabham BT34  | Motor Racing Developments Ltd                                               | Brabham     | Ford Cosworth DFV 3,0 V8                  | BT33 BT34   | G    | Graham Hill          | Toate           |
| Brabham BT34  | Motor Racing Developments Ltd                                               | Brabham     | Ford Cosworth DFV 3,0 V8                  | BT33 BT34   | G    | Tim Schenken         | 2–11            |
| BRM P160      | Yardley Team BRM                                                            | BRM         | BRM P142 3,0 V12                          | P160 P153   | F    | Pedro Rodríguez      | 1–5             |
| BRM P160      | Yardley Team BRM                                                            | BRM         | BRM P142 3,0 V12                          | P160 P153   | F    | Jo Siffert           | Toate           |
| BRM P160      | Yardley Team BRM                                                            | BRM         | BRM P142 3,0 V12                          | P160 P153   | F    | Howden Ganley        | Toate           |
| BRM P160      | Yardley Team BRM                                                            | BRM         | BRM P142 3,0 V12                          | P160 P153   | F    | Vic Elford           | 7               |
| BRM P160      | Yardley Team BRM                                                            | BRM         | BRM P142 3,0 V12                          | P160 P153   | F    | Helmut Marko         | 8–11            |
| BRM P160      | Yardley Team BRM                                                            | BRM         | BRM P142 3,0 V12                          | P160 P153   | F    | Peter Gethin         | 8–11            |
| BRM P160      | Yardley Team BRM                                                            | BRM         | BRM P142 3,0 V12                          | P160 P153   | F    | George Eaton         | 10              |
| BRM P160      | Yardley Team BRM                                                            | BRM         | BRM P142 3,0 V12                          | P160 P153   | F    | John Cannon          | 11              |
| Ferrari 312B2 | Scuderia Ferrari SpA SEFAC                                                  | Ferrari     | Ferrari 001 3,0 F12 Ferrari 001/1 3,0 F12 | 312B 312B2  | F    | Jacky Ickx           | Toate           |
| Ferrari 312B2 | Scuderia Ferrari SpA SEFAC                                                  | Ferrari     | Ferrari 001 3,0 F12 Ferrari 001/1 3,0 F12 | 312B 312B2  | F    | Clay Regazzoni       | Toate           |
| Ferrari 312B2 | Scuderia Ferrari SpA SEFAC                                                  | Ferrari     | Ferrari 001 3,0 F12 Ferrari 001/1 3,0 F12 | 312B 312B2  | F    | Mario Andretti       | 1–4, 7, 10–11   |
| Lotus 72D     | Gold Leaf Team Lotus World Wide Racing                                      | Lotus       | Ford Cosworth DFV 3,0 V8                  | 72C 72D     | F    | Emerson Fittipaldi   | 1–3, 5–8, 10–11 |
| Lotus 72D     | Gold Leaf Team Lotus World Wide Racing                                      | Lotus       | Ford Cosworth DFV 3,0 V8                  | 72C 72D     | F    | Reine Wisell         | 1–5, 7–8, 10–11 |
| Lotus 72D     | Gold Leaf Team Lotus World Wide Racing                                      | Lotus       | Ford Cosworth DFV 3,0 V8                  | 72C 72D     | F    | Dave Charlton        | 4, 6            |
| Lotus 72D     | Gold Leaf Team Lotus World Wide Racing                                      | Lotus       | Pratt & Whitney STN76 tbn                 | 56B         | F    | David Walker         | 4               |
| Lotus 72D     | Gold Leaf Team Lotus World Wide Racing                                      | Lotus       | Pratt & Whitney STN76 tbn                 | 56B         | F    | Reine Wisell         | 6               |
| Lotus 72D     | Gold Leaf Team Lotus World Wide Racing                                      | Lotus       | Pratt & Whitney STN76 tbn                 | 56B         | F    | Emerson Fittipaldi   | 9               |
| March 711     | STP March Racing Team                                                       | March       | Ford Cosworth DFV 3,0 V8                  | 711         | F    | Ronnie Peterson      | 1–4, 6–11       |
| March 711     | STP March Racing Team                                                       | March       | Ford Cosworth DFV 3,0 V8                  | 711         | F    | Alex Soler-Roig      | 1–5             |
| March 711     | STP March Racing Team                                                       | March       | Ford Cosworth DFV 3,0 V8                  | 711         | F    | Nanni Galli          | 5–6, 9–11       |
| March 711     | STP March Racing Team                                                       | March       | Ford Cosworth DFV 3,0 V8                  | 711         | F    | Niki Lauda           | 8               |
| March 711     | STP March Racing Team                                                       | March       | Ford Cosworth DFV 3,0 V8                  | 711         | F    | Mike Beuttler        | 10              |
| March 711     | STP March Racing Team                                                       | March       | Alfa Romeo T33 3,0 V8                     | 711         | F    | Andrea de Adamich    | 1–2, 5–7, 9, 11 |
| March 711     | STP March Racing Team                                                       | March       | Alfa Romeo T33 3,0 V8                     | 711         | F    | Nanni Galli          | 3–4, 7–8        |
| March 711     | STP March Racing Team                                                       | March       | Alfa Romeo T33 3,0 V8                     | 711         | F    | Ronnie Peterson      | 5               |
| Matra MS120B  | Equipe Matra Sports                                                         | Matra       | Matra MS71 3,0 V12                        | MS120B      | G    | Chris Amon           | 1–7, 9–11       |
| Matra MS120B  | Equipe Matra Sports                                                         | Matra       | Matra MS71 3,0 V12                        | MS120B      | G    | Jean-Pierre Beltoise | 2–6, 10–11      |
| McLaren M14A  | Bruce McLaren Motor Racing                                                  | McLaren     | Ford Cosworth DFV 3,0 V8                  | M19A M14A   | G    | Denny Hulme          | 1–8, 10–11      |
| McLaren M14A  | Bruce McLaren Motor Racing                                                  | McLaren     | Ford Cosworth DFV 3,0 V8                  | M19A M14A   | G    | Peter Gethin         | 1–7             |
| McLaren M14A  | Bruce McLaren Motor Racing                                                  | McLaren     | Ford Cosworth DFV 3,0 V8                  | M19A M14A   | G    | Jackie Oliver        | 6, 8–9          |
| Surtees TS9   | Brooke Bond Oxo Team Surtees Auto Motor und Sport Team Surtees Team Surtees | Surtees     | Ford Cosworth DFV 3,0 V8                  | TS9 TS7     | F    | John Surtees         | Toate           |
| Surtees TS9   | Brooke Bond Oxo Team Surtees Auto Motor und Sport Team Surtees Team Surtees | Surtees     | Ford Cosworth DFV 3,0 V8                  | TS9 TS7     | F    | Rolf Stommelen       | 1–10            |
| Surtees TS9   | Brooke Bond Oxo Team Surtees Auto Motor und Sport Team Surtees Team Surtees | Surtees     | Ford Cosworth DFV 3,0 V8                  | TS9 TS7     | F    | Brian Redman         | 1               |
| Surtees TS9   | Brooke Bond Oxo Team Surtees Auto Motor und Sport Team Surtees Team Surtees | Surtees     | Ford Cosworth DFV 3,0 V8                  | TS9 TS7     | F    | Derek Bell           | 6               |
| Surtees TS9   | Brooke Bond Oxo Team Surtees Auto Motor und Sport Team Surtees Team Surtees | Surtees     | Ford Cosworth DFV 3,0 V8                  | TS9 TS7     | F    | Mike Hailwood        | 9, 11           |
| Surtees TS9   | Brooke Bond Oxo Team Surtees Auto Motor und Sport Team Surtees Team Surtees | Surtees     | Ford Cosworth DFV 3,0 V8                  | TS9 TS7     | F    | Sam Posey            | 11              |
| Surtees TS9   | Brooke Bond Oxo Team Surtees Auto Motor und Sport Team Surtees Team Surtees | Surtees     | Ford Cosworth DFV 3,0 V8                  | TS9 TS7     | F    | Gijs van Lennep      | 11              |
| Tyrrell 003   | Elf Team Tyrrell                                                            | Tyrrell     | Ford Cosworth DFV 3,0 V8                  | 001 002 003 | G    | Jackie Stewart       | Toate           |
| Tyrrell 003   | Elf Team Tyrrell                                                            | Tyrrell     | Ford Cosworth DFV 3,0 V8                  | 001 002 003 | G    | François Cevert      | Toate           |
| Tyrrell 003   | Elf Team Tyrrell                                                            | Tyrrell     | Ford Cosworth DFV 3,0 V8                  | 001 002 003 | G    | Peter Revson         | 11              |

Echipele private care nu și-au construit propriul șasiu și au folosit șasiurile constructorilor existenți sunt arătate mai jos. Toate au folosit motorul Ford Cosworth DFV 3,0 V8.
| Concurent                      | Constructor afiliat | Șasiu      | Pneu | Piloți             | Piloți     |
| ------------------------------ | ------------------- | ---------- | ---- | ------------------ | ---------- |
| Concurent                      | Constructor afiliat | Șasiu      | Pneu | Numele pilotului   | Etape      |
| Scribante Lucky Strike Racing  | Brabham             | BT33       | G    | Dave Charlton      | 1          |
| Ecurie Evergreen               | Brabham             | BT33       | G    | Chris Craft        | 10–11      |
| Team Gunston                   | Brabham             | BT26A      | F    | Jackie Pretorius   | 1          |
| Team Gunston                   | March               | 701        | F    | John Love          | 1          |
| Frank Williams Racing Cars     | March               | 701 711    | G    | Henri Pescarolo    | Toate      |
| Frank Williams Racing Cars     | March               | 701 711    | G    | Max Jean           | 5          |
| Gene Mason Racing              | March               | 711        | F    | Skip Barber        | 3–4, 10–11 |
| Jo Siffert Automobiles         | March               | 701        | F    | François Mazet     | 5          |
| Clarke-Mordaunt-Guthrie Racing | March               | 711        | F    | Mike Beuttler      | 6–9        |
| Shell Arnold Team              | March               | 701        | G    | Jean-Pierre Jarier | 9          |
| Pete Lovely Volkswagen Inc.    | Lotus               | 69 Special | F    | Pete Lovely        | 10–11      |
| Ecurie Bonnier                 | McLaren             | M7C        | G    | Jo Bonnier         | 1, 7–9, 11 |
| Ecurie Bonnier                 | McLaren             | M7C        | G    | Helmut Marko       | 7          |
| Penske-White Racing            | McLaren             | M19A       | G    | Mark Donohue       | 10–11      |
| Penske-White Racing            | McLaren             | M19A       | G    | David Hobbs        | 11         |
| Stichting Autoraces Nederland  | Surtees             | TS7        | F    | Gijs van Lennep    | 4          |

## Calendar
Următoarele unsprezece Mari Premii au avut loc în 1971.
| 1.                                       | 2.                                       | 3.                                           | 4.                                       |
| ---------------------------------------- | ---------------------------------------- | -------------------------------------------- | ---------------------------------------- |
| Marele Premiu al Africii de Sud 6 martie | Marele Premiu al Spaniei 18 aprilie      | Marele Premiu al Principatului Monaco 23 mai | Marele Premiu al Țărilor de Jos 20 iunie |
| Kyalami (P)                              | Montjuïc (S)                             | Monaco (S)                                   | Zandvoort (P)                            |
| 5.                                       | 6.                                       | 7.                                           | 8.                                       |
| Marele Premiu al Franței 4 iulie         | Marele Premiu al Marii Britanii 17 iulie | Marele Premiu al Germaniei 1 august          | Marele Premiu al Austriei 15 august      |
| Paul Ricard (P)                          | Silverstone (P)                          | Nürburgring (P)                              | Österreichring (P)                       |
| 9.                                       | 10.                                      | 11.                                          |                                          |
| Marele Premiu al Italiei 5 septembrie    | Marele Premiu al Canadei 19 septembrie   | Marele Premiu al Statelor Unite 3 octombrie  |                                          |
| Monza (P)                                | Mosport Park (P)                         | Watkins Glen (P)                             |                                          |
| (P) - pistă; (S) - stradă.               |                                          |                                              |                                          |

## Rezultate și clasamente

### Marile Premii
| Etapa | Mare Premiu                | Pole position  | Cel mai rapid tur | Pilotul câștigător | Constructorul câștigător | Lider | Lider |
| Etapa | Mare Premiu                | Pole position  | Cel mai rapid tur | Pilotul câștigător | Constructorul câștigător | Pilot | Dif.  |
| ----- | -------------------------- | -------------- | ----------------- | ------------------ | ------------------------ | ----- | ----- |
| 1     | MP al Africii de Sud       | Jackie Stewart | Mario Andretti    | Mario Andretti     | Ferrari                  | AND   | 3     |
| 2     | MP al Spaniei              | Jacky Ickx     | Jacky Ickx        | Jackie Stewart     | Tyrrell-Ford             | STE   | 6     |
| 3     | MP al Principatului Monaco | Jackie Stewart | Jackie Stewart    | Jackie Stewart     | Tyrrell-Ford             | STE   | 14    |
| 4     | MP al Țărilor de Jos       | Jacky Ickx     | Jacky Ickx        | Jacky Ickx         | Ferrari                  | STE   | 5     |
| 5     | MP al Franței              | Jackie Stewart | Jackie Stewart    | Jackie Stewart     | Tyrrell-Ford             | STE   | 14    |
| 6     | MP al Marii Britanii       | Clay Regazzoni | Jackie Stewart    | Jackie Stewart     | Tyrrell-Ford             | STE   | 23    |
| 7     | MP al Germaniei            | Jackie Stewart | François Cevert   | Jackie Stewart     | Tyrrell-Ford             | STE   | 32    |
| 8     | MP al Austriei             | Jo Siffert     | Jo Siffert        | Jo Siffert         | BRM                      | STE   | 32    |
| 9     | MP al Italiei              | Chris Amon     | Henri Pescarolo   | Peter Gethin       | BRM                      | STE   | 28    |
| 10    | MP al Canadei              | Jackie Stewart | Denny Hulme       | Jackie Stewart     | Tyrrell-Ford             | STE   | 31    |
| 11    | MP al Statelor Unite       | Jackie Stewart | Jacky Ickx        | François Cevert    | Tyrrell-Ford             | STE   | 29    |

### Clasament Campionatul Mondial al Piloților
Punctele au fost acordate pe o bază de 9–6–4–3–2–1 primilor șase clasați în fiecare cursă. Doar cele mai bune cinci rezultate din primele șase curse și cele mai bune patru rezultate din restul de cinci curse au fost luate în considerare pentru Campionatul Mondial. FIA nu a acordat o clasificare în campionat acelor piloți care nu au obținut puncte.
| Poz. | Pilot                | ZAF | ESP  | MCO  | NLD  | FRA  | GBR | DEU | AUT  | ITA | CAN | USA | Puncte |
| ---- | -------------------- | --- | ---- | ---- | ---- | ---- | --- | --- | ---- | --- | --- | --- | ------ |
| 1    | Jackie Stewart       | 2P  | 1    | 1P R | 11   | 1P R | 1R  | 1P  | Ab   | Ab  | 1P  | 5P  | 62     |
| 2    | Ronnie Peterson      | 10  | Ab   | 2    | 4    | Ab   | 2   | 5   | 8    | 2   | 2   | 3   | 33     |
| 3    | François Cevert      | Ab  | 7    | Ab   | Ab   | 2    | 10  | 2R  | Ab   | 3   | 6   | 1   | 26     |
| 4    | Jacky Ickx           | 8   | 2P R | 3    | 1P R | Ab   | Ab  | Ab  | Ab   | Ab  | 8   | AbR | 19     |
| 5    | Jo Siffert           | Ab  | Ab   | Ab   | 6    | 4    | 9   | DSC | 1P R | 9   | 9   | 2   | 19     |
| 6    | Emerson Fittipaldi   | Ab  | Ab   | 5    |      | 3    | 3   | Ab  | 2    | 8   | 7   | NC  | 16     |
| 7    | Clay Regazzoni       | 3   | Ab   | Ab   | 3    | Ab   | AbP | 3   | Ab   | Ab  | Ab  | 6   | 13     |
| 8    | Mario Andretti       | 1R  | Ab   | NSC  | Ab   |      |     | 4   |      |     | 13  | NS  | 12     |
| 9    | Peter Gethin         | Ab  | 8    | Ab   | NC   | 9    | Ab  | Ab  | 10   | 1   | 14  | 9   | 9      |
| 10   | Pedro Rodríguez      | Ab  | 4    | 9    | 2    | Ab   |     |     |      |     |     |     | 9      |
| 11   | Chris Amon           | 5   | 3    | Ab   | Ab   | 5    | Ab  | Ab  |      | 6P  | 10  | 12  | 9      |
| 12   | Reine Wisell         | 4   | NC   | Ab   | DSC  | 6    | NC  | 8   | 4    |     | 5   | Ab  | 9      |
| 13   | Denny Hulme          | 6   | 5    | 4    | 12   | Ab   | Ab  | Ab  | Ab   |     | 4R  | Ab  | 9      |
| 14   | Tim Schenken         |     | 9    | 10   | Ab   | 12   | 12  | 6   | 3    | Ab  | Ab  | Ab  | 5      |
| 15   | Howden Ganley        | Ab  | 10   | NSC  | 7    | 10   | 8   | Ab  | Ab   | 5   | NS  | 4   | 5      |
| 16   | Mark Donohue         |     |      |      |      |      |     |     |      |     | 3   | NS  | 4      |
| 17   | Henri Pescarolo      | 11  | Ab   | 8    | NC   | Ab   | 4   | Ab  | 6    | AbR | NS  | Ab  | 4      |
| 18   | Mike Hailwood        |     |      |      |      |      |     |     |      | 4   |     | 15  | 3      |
| 19   | John Surtees         | Ab  | 11   | 7    | 5    | 8    | 6   | 7   | Ab   | Ab  | 11  | 17  | 3      |
| 20   | Rolf Stommelen       | 12  | Ab   | 6    | DSC  | 11   | 5   | 10  | 7    | NS  | Ab  |     | 3      |
| 21   | Graham Hill          | 9   | Ab   | Ab   | 10   | Ab   | Ab  | 9   | 5    | Ab  | Ab  | 7   | 2      |
| 22   | Jean-Pierre Beltoise |     | 6    | Ab   | 9    | 7    | 7   |     |      |     | Ab  | 8   | 1      |
| —    | Jackie Oliver        |     |      |      |      |      | Ab  |     | 9    | 7   |     |     | 0      |
| —    | Brian Redman         | 7   |      |      |      |      |     |     |      |     |     |     | 0      |
| —    | Gijs van Lennep      |     |      |      | 8    |      |     |     |      |     |     | NS  | 0      |
| —    | Jo Bonnier           | Ab  |      |      |      |      |     | NSC | NS   | 10  |     | 16  | 0      |
| —    | David Hobbs          |     |      |      |      |      |     |     |      |     |     | 10  | 0      |
| —    | Nanni Galli          |     |      | NSC  | Ab   | NS   | 11  | 12  | 12   | Ab  | 16  | Ab  | 0      |
| —    | Helmut Marko         |     |      |      |      |      |     | NS  | 11   | Ab  | 12  | 13  | 0      |
| —    | Andrea de Adamich    | 13  | Ab   |      |      | Ab   | NC  | Ab  |      | Ab  |     | 11  | 0      |
| —    | Vic Elford           |     |      |      |      |      |     | 11  |      |     |     |     | 0      |
| —    | François Mazet       |     |      |      |      | 13   |     |     |      |     |     |     | 0      |
| —    | John Cannon          |     |      |      |      |      |     |     |      |     |     | 14  | 0      |
| —    | George Eaton         |     |      |      |      |      |     |     |      |     | 15  |     | 0      |
| —    | Mike Beuttler        |     |      |      |      |      | Ab  | DSC | NC   | Ab  | NC  |     | 0      |
| —    | Skip Barber          |     |      | NSC  | NC   |      |     |     |      |     | Ab  | NC  | 0      |
| —    | Pete Lovely          |     |      |      |      |      |     |     |      |     | NC  | NC  | 0      |
| —    | Max Jean             |     |      |      |      | NC   |     |     |      |     |     |     | 0      |
| —    | Jean-Pierre Jarier   |     |      |      |      |      |     |     |      | NC  |     |     | 0      |
| —    | Alex Soler-Roig      | Ab  | Ab   | NSC  | Ab   | Ab   |     |     |      |     |     |     | 0      |
| —    | Dave Charlton        | Ab  |      |      | NS   |      | Ab  |     |      |     |     |     | 0      |
| —    | Chris Craft          |     |      |      |      |      |     |     |      |     | NSC | Ab  | 0      |
| —    | John Love            | Ab  |      |      |      |      |     |     |      |     |     |     | 0      |
| —    | Jackie Pretorius     | Ab  |      |      |      |      |     |     |      |     |     |     | 0      |
| —    | David Walker         |     |      |      | Ab   |      |     |     |      |     |     |     | 0      |
| —    | Derek Bell           |     |      |      |      |      | Ab  |     |      |     |     |     | 0      |
| —    | Niki Lauda           |     |      |      |      |      |     |     | Ab   |     |     |     | 0      |
| —    | Silvio Moser         |     |      |      |      |      |     |     |      | Ab  |     |     | 0      |
| —    | Sam Posey            |     |      |      |      |      |     |     |      |     |     | Ab  | 0      |
| —    | Peter Revson         |     |      |      |      |      |     |     |      |     |     | Ab  | 0      |
| Poz. | Pilot                | ZAF | ESP  | MCO  | NLD  | FRA  | GBR | DEU | AUT  | ITA | CAN | USA | Puncte |

| Legendă      | Legendă                                            |
| Culoare      | Rezultat                                           |
| ------------ | -------------------------------------------------- |
| Auriu        | Câștigător                                         |
| Argintiu     | Locul 2                                            |
| Bronz        | Locul 3                                            |
| Verde        | Alte locuri care punctează                         |
| Albastru     | Alte locuri                                        |
| Albastru     | Nu s-a clasat, dar a terminat cursa (NC)           |
| Purpuriu     | A abandonat cursa (Ab)                             |
| Negru        | Descalificat (DSC)                                 |
| Alb          | Nu a luat startul (NS)                             |
| Roșu         | Nu s-a calificat (NSC)                             |
| Fără culoare | Retras înainte de calificări (Ret)                 |
| Fără culoare | Exclus (EX)                                        |
| Fără culoare | Nu a participat (celulă goală)                     |
| Adnotare     | Însemnătate                                        |
| P            | Pole position                                      |
| R            | Cel mai rapid tur                                  |
| (6)          | Rezultatul nu a fost luat în considerare pentru CM |

### Clasament Cupa Internațională pentru Constructorii de F1
Punctele au fost acordate pe o bază de 9–6–4–3–2–1 primilor șase clasați în fiecare cursă, dar numai primei mașini care a terminat pentru fiecare constructor. Cele mai bune cinci rezultate din primele șase curse și cele mai bune patru rezultate din restul de cinci curse au fost luate în considerare pentru Cupa Internațională.
| Poz. | Constructor           | ZAF | ESP | MCO | NLD | FRA | GBR | DEU | AUT | ITA | CAN | USA | Puncte  |
| ---- | --------------------- | --- | --- | --- | --- | --- | --- | --- | --- | --- | --- | --- | ------- |
| 1    | Tyrrell-Ford          | 2   | 1   | 1   | 11  | 1   | 1   | 1   | Ab  | 3   | 1   | 1   | 73      |
| 2    | BRM                   | Ab  | 4   | 9   | 2   | 4   | 8   | 11  | 1   | 1   | 9   | 2   | 36      |
| 3    | Ferrari               | 1   | 2   | 3   | 1   | Ab  | Ab  | 3   | Ab  | Ab  | 8   | 6   | 33      |
| 4    | March-Ford            | 10  | Ab  | 2   | 4   | 13  | 2   | 5   | (6) | 2   | 2   | 3   | 33 (34) |
| 5    | Lotus-Ford            | 4   | NC  | 5   | DSQ | 3   | 3   | 8   | 2   |     | 5   | NC  | 21      |
| 6    | McLaren-Ford          | 6   | 5   | 4   | 12  | 9   | Ab  | Ab  | 9   | 7   | 3   | 10  | 10      |
| 7    | Matra                 | 5   | 3   | Ab  | 9   | 5   | 7   | Ab  |     | 6   | 10  | 8   | 9       |
| 8    | Surtees-Ford          | 7   | 11  | 6   | 5   | 8   | 5   | 7   | 7   | 4   | 11  | 15  | 8       |
| 9    | Brabham-Ford          | 9   | 9   | 10  | 10  | 12  | 12  | 6   | 3   | Ab  | Ab  | 7   | 5       |
| —    | Lotus-Pratt & Whitney |     |     |     | Ab  |     | NC  |     |     | 8   |     |     | 0       |
| —    | March-Alfa Romeo      | 13  | Ab  | NSC | Ab  | Ab  | NC  | 12  | 12  | Ab  |     | 11  | 0       |
| —    | Bellasi-Ford          |     |     |     |     |     |     |     |     | Ab  |     |     | 0       |
| Poz. | Constructor           | ZAF | ESP | MCO | NLD | FRA | GBR | DEU | AUT | ITA | CAN | USA | Puncte  |

### Curse non-campionat
În sezonul din 1971, au fost organizate și opt curse care nu au făcut parte din Campionatul Mondial.
| Numele cursei                     | Circuit                | Data         | Pilotul câștigător | Constructor      |
| --------------------------------- | ---------------------- | ------------ | ------------------ | ---------------- |
| Marele Premiu al Arentinei XIV    | Buenos Aires           | 24 ianuarie  | Chris Amon         | Matra            |
| Cursa Camponilor VI               | Brands Hatch           | 21 martie    | Clay Regazzoni     | Ferrari          |
| Questor Grand Prix                | Ontario Motor Speedway | 28 martie    | Mario Andretti     | Ferrari          |
| Spring Trophy XII                 | Oulton Park            | 9 aprilie    | Pedro Rodríguez    | BRM              |
| Trofeul Internațional BRDC XXIII  | Silverstone            | 8 mai        | Graham Hill        | Brabham-Cosworth |
| Rhein-Pokalrennen VI              | Hockenheim             | 13 iunie     | Jacky Ickx         | Ferrari          |
| International Gold Cup XVIII      | Oulton Park            | 22 august    | John Surtees       | Surtees-Cosworth |
| World Championship Victory Race I | Brands Hatch           | 24 octombrie | Peter Gethin       | BRM              |